# Google for Startups
O Google for Startups, anteriormente conhecido como Google for Entrepreneurs, é um programa voltado para startups que foi lançado pelo Google em 2011. Este programa abrange mais de 50 espaços de cotrabalho e aceleradoras em 125 países, oferecendo aulas práticas para empreendedores em ascensão.
Este programa estabelece parcerias com comunidades de startups locais e uma rede de espaços de cotrabalho conhecidos como Google Campus. Ele proporciona acesso aos dispositivos do Google, além de ferramentas e workshops para a comunidade de tecnologia local. Segundo o Google, as startups em seus Campuses já arrecadaram mais de 250 milhões de dólares e criaram mais de 4600 novos empregos.

## Locais

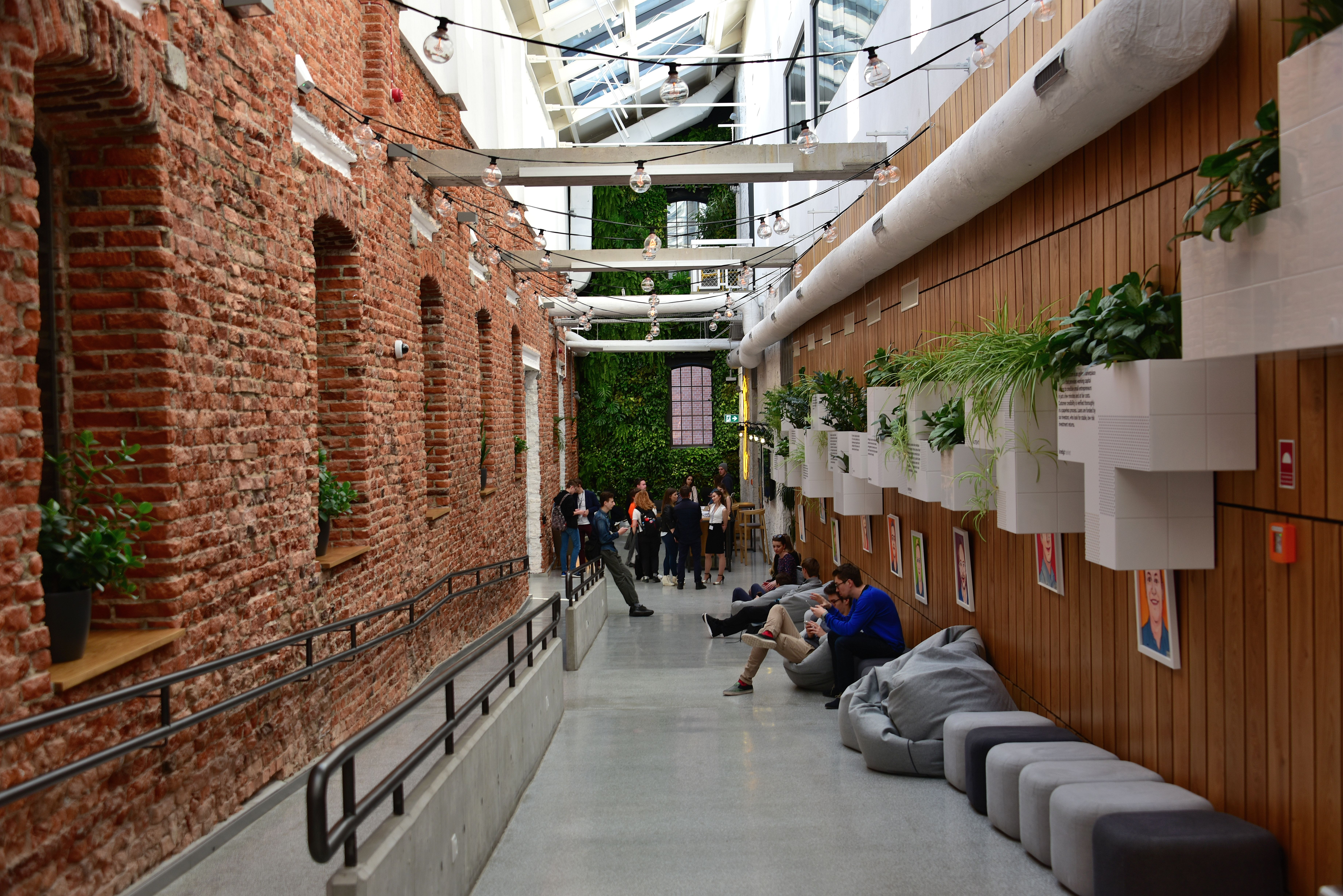
O Campus Varsóvia abriga um corredor distintivo, localizado nas instalações da histórica en, um marco do século XIX em Varsóvia.

Os Campuses estão situados em sete cidades diferentes na Europa, na Ásia e na América do Sul. Os eventos realizados nos vários Campuses variam de acordo com o local, incluindo o idioma usado nesses eventos. Empreendedores ou empresas podem se inscrever para hospedar esses eventos, que incluem workshops e conferências sobre tópicos de tecnologia, bem como outras habilidades práticas importantes para os empreendedores.
- Campus Londres
- Campus Tel Aviv
- Campus Madri
- Campus Seul
- Campus Varsóvia
- Campus São Paulo
- Campus Tóquio

## Histórico
Em outubro de 2018, o Google for Entrepreneurs passou a ser chamado de Google for Startups.